# 奧里希米納

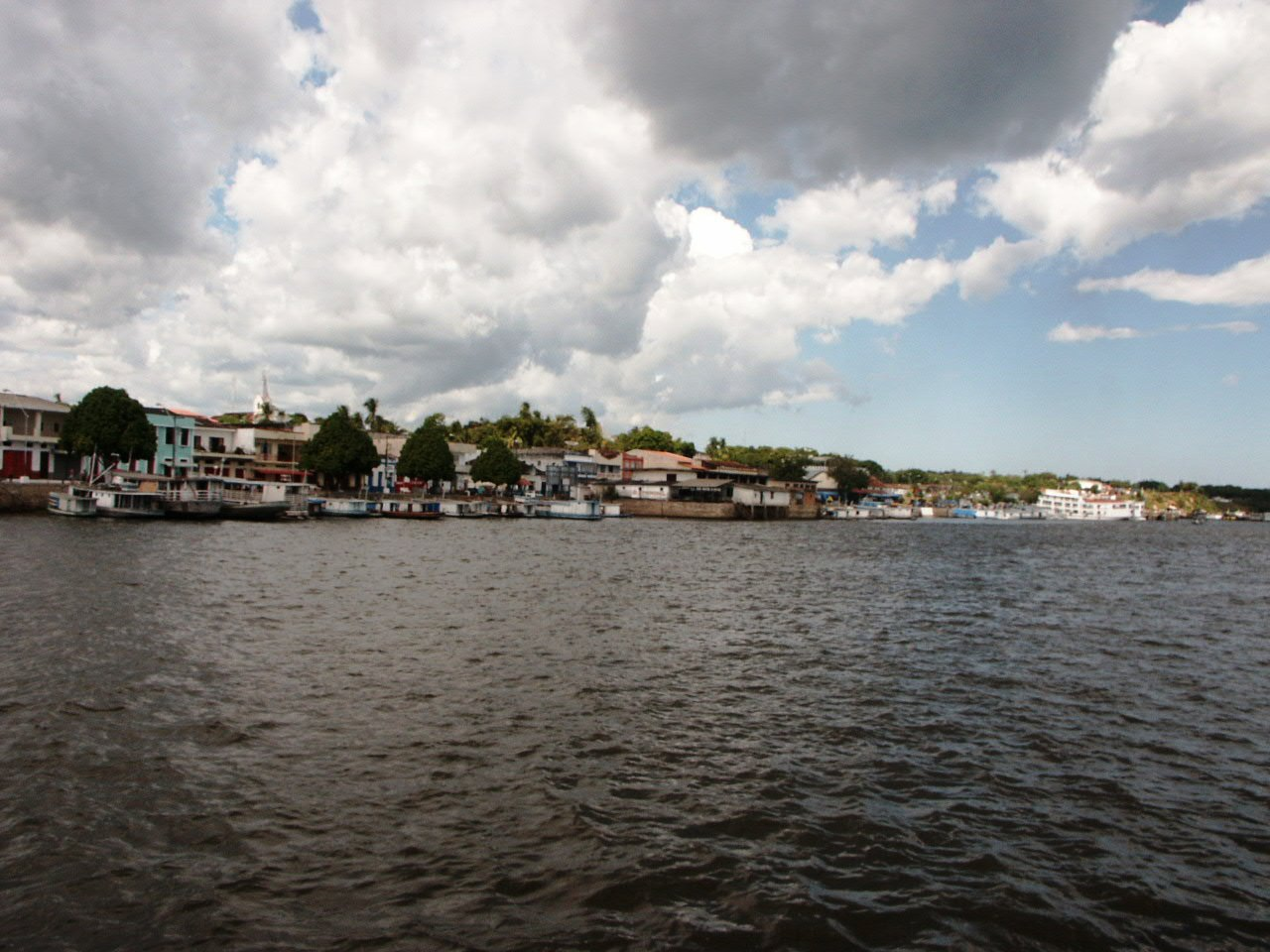
奧里希米納

奧里希米納是巴西的城鎮，位於該國北部，由帕拉州負責管轄，始建於1877年6月13日，面積107,602平方公里，海拔高度46米，2008年人口57,765，人口密度每平方公里0.5人。